# Grand Prix Turcji 2005
Grand Prix Turcji 2005 – czternasta runda Mistrzostw Świata Formuły 1 w sezonie 2005.

## Wyniki

### Sesje treningowe
| Sesja | Nr | Kierowca           | Konstruktor      | Czas     |
| ----- | -- | ------------------ | ---------------- | -------- |
| 1     | 35 | Pedro de la Rosa   | McLaren Mercedes | 1:27.882 |
| 2     | 38 | Ricardo Zonta      | Toyota           | 1:25.583 |
| 3     | 10 | Juan Pablo Montoya | McLaren Mercedes | 1:26.857 |
| 4     | 9  | Kimi Räikkönen     | McLaren Mercedes | 1:26.120 |

### Kwalifikacje
| P  | Imię i nazwisko      | Kraj            | Nazwa stajni             | Opony       | Okr. | Czas     | Strata   |
| -- | -------------------- | --------------- | ------------------------ | ----------- | ---- | -------- | -------- |
| 1  | Kimi Räikkönen       | Finlandia       | McLaren-Mercedes         | Michelin    | 3    | 1:26,797 |          |
| 2  | Giancarlo Fisichella | Włochy          | Renault                  | Michelin    | 3    | 1:27,039 | 0:00,242 |
| 3  | Fernando Alonso      | Hiszpania       | Renault                  | Michelin    | 3    | 1:27,050 | 0:00.253 |
| 4  | Juan Pablo Montoya   | Kolumbia        | McLaren-Mercedes         | Michelin    | 3    | 1:27,352 | 0:00.555 |
| 5  | Jarno Trulli         | Włochy          | Toyota                   | Michelin    | 3    | 1:27,501 | 0:00,704 |
| 6  | Nick Heidfeld        | Niemcy          | Williams-BMW             | Michelin    | 3    | 1:27,929 | 0:01,132 |
| 7  | Mark Webber          | Australia       | Williams-BMW             | Michelin    | 3    | 1:27,944 | 0:01,147 |
| 8  | Felipe Massa         | Brazylia        | Sauber-Petronas          | Michelin    | 3    | 1:28,419 | 0:01,622 |
| 9  | Ralf Schumacher      | Niemcy          | Toyota                   | Michelin    | 3    | 1:28,594 | 0:01,797 |
| 10 | Christian Klien      | Austria         | Red Bull Racing-Cosworth | Michelin    | 3    | 1:28,963 | 0:02,166 |
| 11 | Rubens Barrichello   | Brazylia        | Ferrari                  | Bridgestone | 3    | 1:29,369 | 0:02,572 |
| 12 | David Coulthard      | Wielka Brytania | Red Bull Racing-Cosworth | Michelin    | 3    | 1:29.764 | 0:02,967 |
| 13 | Jenson Button        | Wielka Brytania | B.A.R-Honda              | Michelin    | 3    | 1:30,063 | 0:03,266 |
| 14 | Takuma Satō          | Japonia         | B.A.R-Honda              | Michelin    | 3    | 1:30,175 | 0:03,378 |
| 15 | Tiago Monteiro       | Portugalia      | Jordan-Toyota            | Bridgestone | 3    | 1:30,710 | 0:03,913 |
| 16 | Christijan Albers    | Holandia        | Minardi-Cosworth         | Bridgestone | 3    | 1:32,186 | 0:05,389 |
| 17 | Robert Doornbos      | Holandia        | Minardi-Cosworth         | Bridgestone | 3    |          |          |
| 18 | Jacques Villeneuve   | Kanada          | Sauber-Petronas          | Michelin    | 3    |          |          |
| 19 | Narain Karthikeyan   | Indie           | Jordan-Toyota            | Bridgestone | 3    |          |          |
| 20 | Michael Schumacher   | Niemcy          | Ferrari                  | Bridgestone | 3    |          |          |

### Wyścig

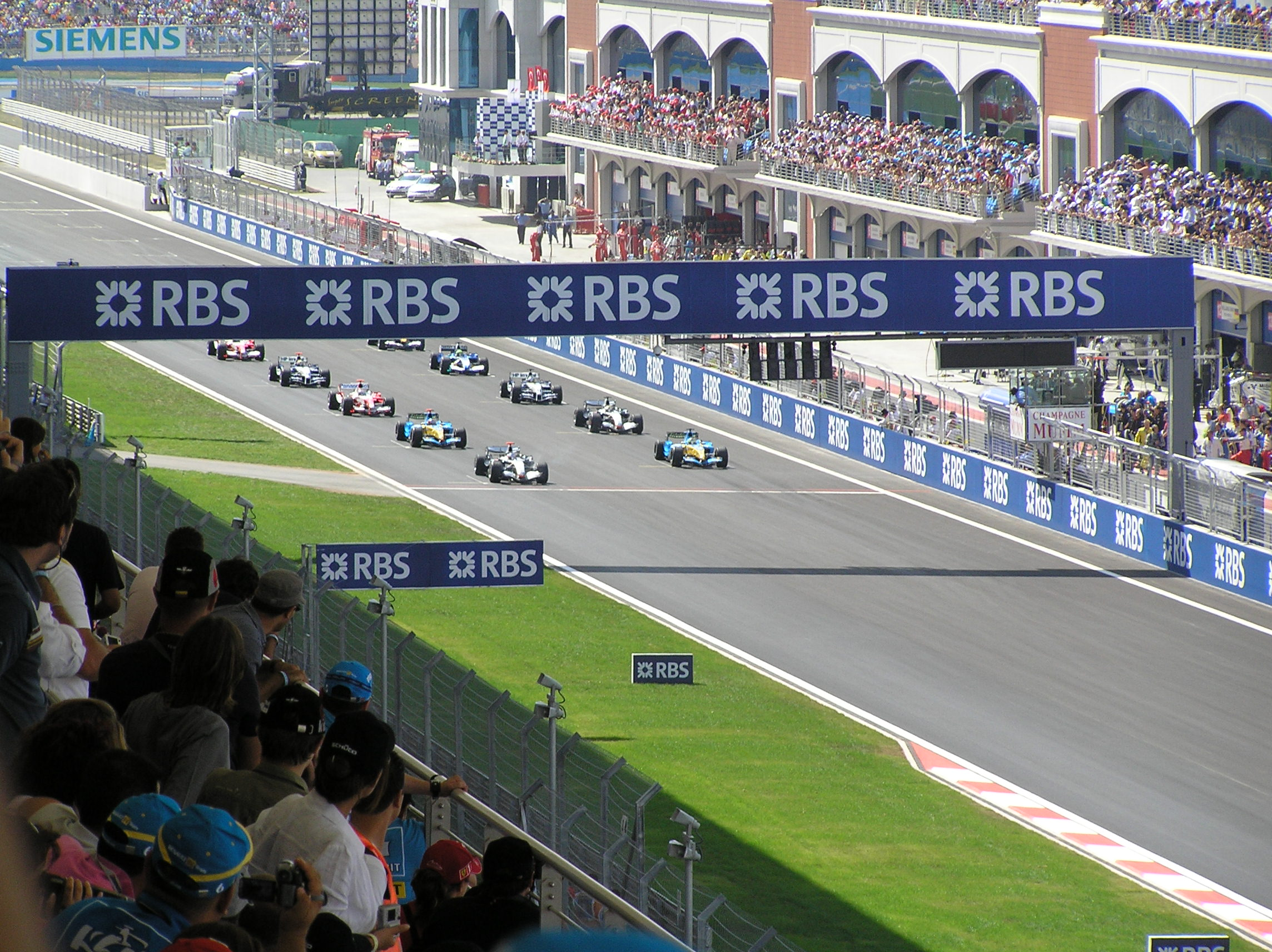
Start do wyścigu

| P                 | + / –     | Nr | Kierowca             | Konstruktor       | Opony | Okr. | Czas / Strata | Komentarz                         |
| ----------------- | --------- | -- | -------------------- | ----------------- | ----- | ---- | ------------- | --------------------------------- |
| 1                 | Bez zmian | 9  | Kimi Räikkönen       | McLaren-Mercedes  | M     | 58   | 1h24:34.454   |                                   |
| 2                 | 1         | 5  | Fernando Alonso      | Renault           | M     | 58   | +0:18.609     |                                   |
| 3                 | 1         | 10 | Juan Pablo Montoya   | McLaren-Mercedes  | M     | 58   | +0:19.635     |                                   |
| 4                 | 2         | 6  | Giancarlo Fisichella | Renault           | M     | 58   | +0:37.973     |                                   |
| 5                 | 8         | 3  | Jenson Button        | BAR-Honda         | M     | 58   | +0:39.304     |                                   |
| 6                 | 1         | 16 | Jarno Trulli         | Toyota            | M     | 58   | +0:55.420     |                                   |
| 7                 | 5         | 14 | David Coulthard      | Red Bull-Cosworth | M     | 58   | +1:09.296     |                                   |
| 8                 | 2         | 15 | Christian Klien      | Red Bull-Cosworth | M     | 58   | +1:11.622     |                                   |
| 9                 | 11        | 4  | Takuma Satō          | BAR-Honda         | M     | 58   | +1:49.987     |                                   |
| 10                | 1         | 2  | Rubens Barrichello   | Ferrari           | B     | 57   | +1 okr.       |                                   |
| 11                | 5         | 12 | Jacques Villeneuve   | Sauber-Petronas   | M     | 57   | +1 okr.       |                                   |
| 12                | 3         | 17 | Ralf Schumacher      | Toyota            | M     | 57   | +1 okr.       |                                   |
| 13                | 4         | 21 | Robert Doornbos      | Minardi-Cosworth  | B     | 55   | +3 okr.       |                                   |
| 14                | 4         | 19 | Narain Karthikeyan   | Jordan-Toyota     | B     | 55   | +3 okr.       |                                   |
| 15                | 1         | 18 | Tiago Monteiro       | Jordan-Toyota     | B     | 55   | +3 okr.       |                                   |
| Niesklasyfikowani |           |    |                      |                   |       |      |               |                                   |
|                   |           | 20 | Christijan Albers    | Minardi-Cosworth  | B     | 48   |               | wycofał się                       |
|                   |           | 1  | Michael Schumacher   | Ferrari           | B     | 32   |               | wycofał się po kolizji z Webberem |
|                   |           | 8  | Nick Heidfeld        | Williams-BMW      | M     | 29   |               | pęknięta opona                    |
|                   |           | 11 | Felipe Massa         | Sauber-Petronas   | M     | 28   |               | silnik                            |
|                   |           | 7  | Mark Webber          | Williams-BMW      | M     | 20   |               | pęknięta opona                    |
| P                 | + / –     | Nr | Kierowca             | Konstruktor       | Opony | Okr. | Czas / Strata | Komentarz                         |

## Prowadzenie w wyścigu
| Nr | Kierowca       | Okrążenia | Suma |
| -- | -------------- | --------- | ---- |
| 9  | Kimi Räikkönen | 1-58      | 58   |

## Klasyfikacja po wyścigu

### Kierowcy
| P  | +/– | Imię i nazwisko      | Kraj            | Stajnia                  | PKT | 1 miejsca | 2 miejsca | 3 miejsca | P. pos |
| -- | --- | -------------------- | --------------- | ------------------------ | --- | --------- | --------- | --------- | ------ |
| 1  | 0   | Fernando Alonso      | Hiszpania       | Renault                  | 95  | 6         | 3         | 1         | 4      |
| 2  | 0   | Kimi Räikkönen       | Finlandia       | McLaren-Mercedes         | 71  | 5         | 1         | 2         | 5      |
| 3  | 0   | Michael Schumacher   | Niemcy          | Ferrari                  | 55  | 1         | 3         | 1         | 1      |
| 4  | +1  | Juan Pablo Montoya   | Kolumbia        | McLaren-Mercedes         | 40  | 1         | 1         | 1         | 1      |
| 5  | -1  | Jarno Trulli         | Włochy          | Toyota                   | 39  | 1         | 1         | 0         | 0      |
| 6  | +2  | Giancarlo Fisichella | Włochy          | Renault                  | 35  | 0         | 0         | 1         | 0      |
| 7  | -1  | Ralf Schumacher      | Niemcy          | Toyota                   | 32  | 0         | 2         | 2         | 0      |
| 8  | -1  | Rubens Barrichello   | Brazylia        | Ferrari                  | 31  | 1         | 0         | 0         | 1      |
| 9  | 0   | Nick Heidfeld        | Niemcy          | Williams-BMW             | 28  | 0         | 2         | 1         | 1      |
| 10 | 0   | Mark Webber          | Australia       | Williams-BMW             | 24  | 0         | 0         | 1         | 0      |
| 11 | +1  | Jenson Button        | Wielka Brytania | B.A.R.-Honda             | 23  | 0         | 0         | 1         | 1      |
| 12 | -1  | David Coulthard      | Wielka Brytania | Red Bull Racing-Cosworth | 21  | 0         | 0         | 0         | 0      |
| 13 | 0   | Felipe Massa         | Brazylia        | Sauber-Petronas          | 8   | 0         | 0         | 0         | 0      |
| 14 | 0   | Tiago Monteiro       | Portugalia      | Jordan-Toyota            | 6   | 0         | 0         | 0         | 0      |
| 15 | 0   | Alexander Wurz       | Austria         | McLaren-Mercedes         | 6   | 0         | 0         | 1         | 0      |
| 16 | 0   | Jacques Villeneuve   | Kanada          | Sauber-Petronas          | 6   | 0         | 0         | 1         | 0      |
| 17 | 0   | Narain Karthikeyan   | Indie           | Jordan-Toyota            | 5   | 0         | 0         | 0         | 0      |
| 18 | +1  | Christian Klien      | Austria         | Red Bull Racing-Cosworth | 5   | 0         | 0         | 0         | 0      |
| 19 | 0   | Christijan Albers    | Holandia        | Minardi-Cosworth         | 4   | 0         | 0         | 0         | 0      |
| 20 | +1  | Pedro de la Rosa     | Hiszpania       | McLaren-Mercedes         | 4   | 0         | 0         | 0         | 0      |
| 21 | 0   | Patrick Friesacher   | Austria         | Minardi-Cosworth         | 3   | 0         | 0         | 0         | 0      |
| 22 | 0   | Takuma Satō          | Japonia         | B.A.R.-Honda             | 1   | 0         | 0         | 0         | 0      |
| 23 | 0   | Vitantonio Liuzzi    | Włochy          | Red Bull Racing-Cosworth | 1   | 0         | 0         | 0         | 0      |

### Konstruktorzy
| P  | +/– | Nazwa stajni             | PKT | 1 miejsca | 2 miejsca | 3 miejsca |
| -- | --- | ------------------------ | --- | --------- | --------- | --------- |
| 1  | 0   | Renault                  | 130 | 7         | 3         | 1         |
| 2  | 0   | McLaren-Mercedes         | 121 | 6         | 2         | 4         |
| 3  | 0   | Ferrari                  | 86  | 1         | 5         | 3         |
| 4  | 0   | Toyota                   | 71  | 0         | 2         | 2         |
| 5  | 0   | Williams-BMW             | 52  | 0         | 2         | 2         |
| 6  | 0   | Red Bull Racing-Cosworth | 27  | 0         | 0         | 0         |
| 7  | 0   | B.A.R.-Honda             | 24  | 0         | 0         | 1         |
| 8  | 0   | Sauber-Petronas          | 14  | 0         | 0         | 0         |
| 9  | 0   | Jordan-Toyota            | 11  | 0         | 0         | 1         |
| 10 | 0   | Minardi-Cosworth         | 7   | 0         | 0         | 0         |